# Борово (Коми)
 Борово  — деревня в Удорском районе Республики Коми в составе сельского поселения Глотово.

## География
Расположена на правом берегу реки Йирва на расстоянии примерно 33 км на восток-северо-восток по прямой от районного центра села Кослан.

## История
Основана в 1666 году выходцем из села Глотово. В 1678 году здесь (починок Боровой) был 1 двор, в 1719 году — 3 двора, в 1859 (деревня Боровская или Бор) 5 дворов и 70 жителей, в 1926 14 и 73, в конце 1980-х годов 5 жителей.

## Население
Постоянное население составляло 3 человек (коми 100 %) в 2002 году, 6 в 2010.